# Nicklas Lindqvist
Nicklas Stefan Lindqvist, född 18 oktober 1994, är en svensk fotbollsspelare. Han spelar oftast yttermittfältare. 

## Karriär

### Hammarby IF
Lindqvists moderklubb är FOC Farsta, men han gick som nioåring över till Hammarby IF. I januari 2012 skrev Lindqvist på sitt första A-lagskontrakt med Hammarby. Lindqvist debuterade i Superettan den 6 maj 2012 i en 1–1-match mot Varbergs BoIS, där han blev inbytt i den 83:e minuten mot Christophe Lallet. Totalt spelade Lindqvist 12 ligamatcher säsongen 2012. Han spelade även en match i Svenska cupen mot IK Sirius.
Säsongen 2013 spelade Lindqvist sju ligamatcher och gjorde ett mål. Målet gjorde han den 19 september 2013 i en 3–1-vinst över GAIS. Säsongen 2014 spelade Lindqvist sju ligamatcher. Han spelade även tre matcher i Svenska cupen mot Malmö FF (3–2-förlust), mot Degerfors IF (3–1-vinst) och mot Karlstad BK (2–1-vinst). Hammarby vann Superettan 2014 och blev uppflyttade till Allsvenskan, men Lindqvist fick lämna klubben efter säsongen då han inte fick förnyat kontrakt.

### Nyköpings BIS
Den 26 januari 2015 värvades Lindqvist av Nyköpings BIS. Han debuterade den 12 april 2015 i en 1–0-förlust mot Umeå FC. Lindqvist gjorde två mål den 9 juli 2015 i en 4–1-vinst över Vasalunds IF. Totalt spelade han 24 ligamatcher och gjorde åtta mål säsongen 2015.
Säsongen 2016 spelade Lindqvist 21 ligamatcher och gjorde två mål. Målen gjorde han den 9 oktober 2016 mot IFK Luleå (3–1-vinst) och den 6 november 2016 mot Piteå IF (5–2-förlust). Lindqvist spelade även en match i Svenska cupen mot Åby IF (5–0-vinst).

### Akropolis IF
I januari 2017 värvades Lindqvist av Akropolis IF, där han skrev på ett tvåårskontrakt. Lindqvist debuterade den 17 april 2017 i en 2–1-vinst över Sandvikens IF, där han även gjorde ett mål. Totalt spelade Lindqvist 25 ligamatcher och gjorde fem mål säsongen 2017. Akropolis slutade på andra plats i serien och fick kvala mot IK Frej om spel i Superettan 2018. Lindqvist spelade i båda kvalmatcherna, men Akropolis lyckades dessvärre inte att bli uppflyttade. Under säsongen spelade Lindqvist även två matcher i Svenska cupen mot Karlbergs BK (4–0-vinst) och mot Hammarby IF (3–1-förlust).

### Vasalunds IF
I februari 2022 värvades Lindqvist av Vasalunds IF.

## Landslagskarriär
Lindqvist debuterade för Sveriges U19-landslag den 13 september 2011 i en 2–1-vinst över Slovakien. Totalt spelade han sju landskamper för U19-landslaget.

## Karriärstatistik
| Klubb              | Säsong             | Liga               | Liga    | Liga | Svenska cupen | Svenska cupen | Övrigt  | Övrigt | Totalt  | Totalt |
| Klubb              | Säsong             | Division           | Matcher | Mål  | Matcher       | Mål           | Matcher | Mål    | Matcher | Mål    |
| ------------------ | ------------------ | ------------------ | ------- | ---- | ------------- | ------------- | ------- | ------ | ------- | ------ |
| Hammarby IF        | 2012               | Superettan         | 12      | 0    | 1             | 0             | —       | —      | 13      | 0      |
| Hammarby IF        | 2013               | Superettan         | 7       | 1    | 0             | 0             | —       | —      | 7       | 1      |
| Hammarby IF        | 2014               | Superettan         | 7       | 0    | 3             | 0             | —       | —      | 10      | 0      |
| Hammarby IF        | Totalt             | Totalt             | 26      | 1    | 4             | 0             | —       | —      | 30      | 1      |
| Nyköpings BIS      | 2015               | Division 1 Norra   | 24      | 8    | 0             | 0             | —       | —      | 24      | 8      |
| Nyköpings BIS      | 2016               | Division 1 Norra   | 21      | 2    | 1             | 0             | —       | —      | 22      | 2      |
| Nyköpings BIS      | Totalt             | Totalt             | 45      | 10   | 1             | 0             | —       | —      | 46      | 10     |
| Akropolis IF       | 2017               | Division 1 Norra   | 25      | 5    | 2             | 0             | 2       | 0      | 29      | 5      |
| Akropolis IF       | 2018               | Division 1 Norra   | 30      | 13   | 2             | 1             | —       | —      | 32      | 14     |
| Akropolis IF       | 2019               | Division 1 Norra   | 27      | 7    | 2             | 2             | —       | —      | 29      | 9      |
| Akropolis IF       | 2020               | Superettan         | 16      | 0    | 1             | 0             | —       | —      | 17      | 0      |
| Akropolis IF       | 2021               | Superettan         | 19      | 1    | 4             | 0             | 2       | 0      | 25      | 1      |
| Akropolis IF       | Totalt             | Totalt             | 117     | 26   | 11            | 3             | 4       | 0      | 132     | 29     |
| Vasalunds IF       | 2022               | Ettan Norra        | 26      | 3    | 2             | 0             | —       | —      | 28      | 3      |
| Totalt i karriären | Totalt i karriären | Totalt i karriären | 214     | 40   | 18            | 3             | 4       | 0      | 236     | 43     |

1. ↑  Uppflyttningskvalmatcher mot IK Frej.[22][23]
2. ↑  Nedflyttningskvalmatcher mot Skövde AIK.[30][31]